# هلیدون
هلیدون (به انگلیسی: Hellidon) یک روستا و محله مدنی در بریتانیا است که در Daventry واقع شده‌است. هلیدون ۲۵۶ نفر جمعیت دارد.